# Cromwell devant le cercueil de Charles Ier
Ne pas confondre avec Cromwell et Charles Ier de Paul Delaroche.
Cromwell devant le cercueil de Charles Ier est un tableau peint par Eugène Delacroix vers 1831. 

## Contexte de conception
Delacroix a peint ce tableau en réaction contre le Cromwell et Charles Ier que Paul Delaroche avait exposé au Salon de 1831, le premier depuis la Révolution de juillet qui avait mis Louis-Philippe Ier sur le trône, celui où lui-même avait exposé la Liberté guidant le peuple. Cette critique peut s’articuler sur de multiples niveaux : tout d’abord, le sujet du tableau repose sur une fiction ; l’histoire selon laquelle Cromwell aurait ouvert le cercueil de Charles Ier dans la nuit et regardé, sans voix et avec crainte, le cadavre ou, selon une autre version, il aurait ouvert le cercueil de jour et déclaré, tout en regardant le cadavre, que Charles avait, un corps fort bien construit et aurait pu vivre longtemps est une pure légende sans le moindre lien avec la vérité historique. En fait, le tableau de Delaroche constituait moins une représentation historique qu’un discours sur l’Histoire. C’est en effet moins la Révolution anglaise et la décapitation de Charles Ier qu’évoquait Delaroche dans ce tableau que, de façon oblique, la Révolution française et la décapitation de Louis XVI ; la représentation de Cromwell convoquait, quant à elle, celle de Napoléon. Outre cette nostalgie pour l’Ancien Régime, la démarche picturale de Delaroche tentait de trouver un juste milieu entre le style de l’école néoclassicique d’Ingres et celui du romantisme de Delacroix, ce qui lui fut reproché par, entre autres, Baudelaire, Théophile Gautier, Gustave Planche ou les Goncourt C’est néanmoins l’aspect pictural de l’œuvre de Delaroche qui a été le plus critiqué. 

## Description
Delacroix a choisi, comme en témoigne une lettre adressée à son ami le peintre Paul Huet, la technique de l’aquarelle afin d’exprimer son opposition radicale à l’approche de Delaroche. Cromwell devant le cercueil de Charles Ier réplique au réalisme historique de la grande toile à l’huile de Delaroche avec une petite aquarelle de style romantique qui tente de ressusciter le passé par le biais de l’émotion se dégageant de la représentation. Delacroix, pour qui le succès d’une image visuelle dépendait de critères très différents de ceux de Delaroche, préfère, en effet, imaginer un Cromwell qui évolue consciemment en marge de la scène. Traversant une chambre écartée du palais, il tombe par hasard sur le cercueil de Charles Ier, s’arrête hésitant, troublé, et se découvre d’un geste gauche qui trahit son trouble intérieur. Fasciné par le spectacle qui s’offre à sa vue, Cromwell est confronté au dénouement du drame qu’il vient de vivre et ne sait s’il doit avancer ou reculer. Le travail de Delacroix rappelle, jusqu’au rideau de théâtre dont les glands pendent inexplicablement dessus de la tête du roi, les aquarelles de son ami Bonington. Le cercueil occupe le devant de la scène, en réaction à la représentation de Delaroche qui n’en montre que le devant, mais pour en exhiber l’ouverture indécente par un Cromwell, qui n’a même pas pris la peine de retirer son chapeau dans sa hâte de soulever le couvercle du cercueil, et est arrêté court dans ses pensées par le spectacle de ce qui n’est ni plus ni moins celui d’une tête coupée. Delacroix réplique à une représentation sur laquelle les critiques contemporains ont été très divisés, dont même les plus favorables à Delaroche ont trouvé les aspects inquiétants, comme Delaborde qui a écrit que « la tête coupée de Charles Ier … dépasse[nt] peut-être la limite des vérités utiles », avec une distance qui oblige Cromwell à regarder le roi de loin.

## Réception et postérité
En dépit de la critique de Delacroix, Delaroche a quand même repris Cromwell comme sujet historique, avec son Charles Ier insulté par les soldats de Cromwell, en 1836. Cette seconde tentative lui suscita une telle hostilité de la part de la critique qu’après 1837, Delaroche n’exposa plus jamais au salon annuel et, en fait, n’exposa quasiment plus du tout après cette date.

## Provenance
Acquise, pour 8 750 RM, soit 175 000 frs, auprès de Raphaël Gérard par le musée Folkwang d’Essen en décembre 1942, l’œuvre est restituée, en 1948, par le premier convoi de Dusseldorf, au musée du Louvre.

## Conservation
Ce tableau est conservé, depuis son retour en France, au musée du Louvre, à Paris. En 2014, elle a été prêtée au musée des beaux-arts de Lyon dans le cadre de l'exposition L'invention du passé. Histoires de cœur et d'épée en Europe, 1802-1850.